# Florianikapelle (Fehring)

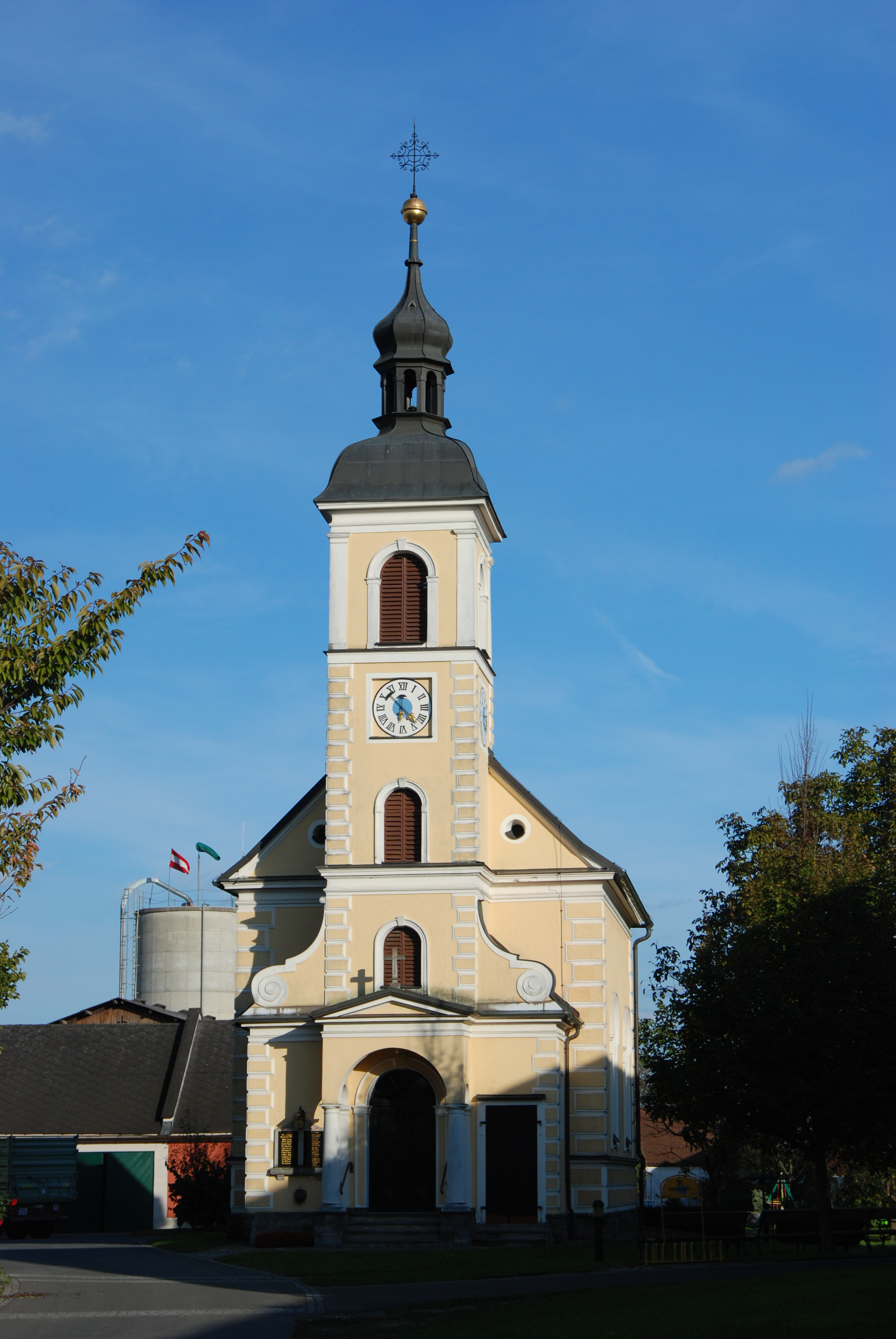
Die Florianikapelle im Oktober 2011.

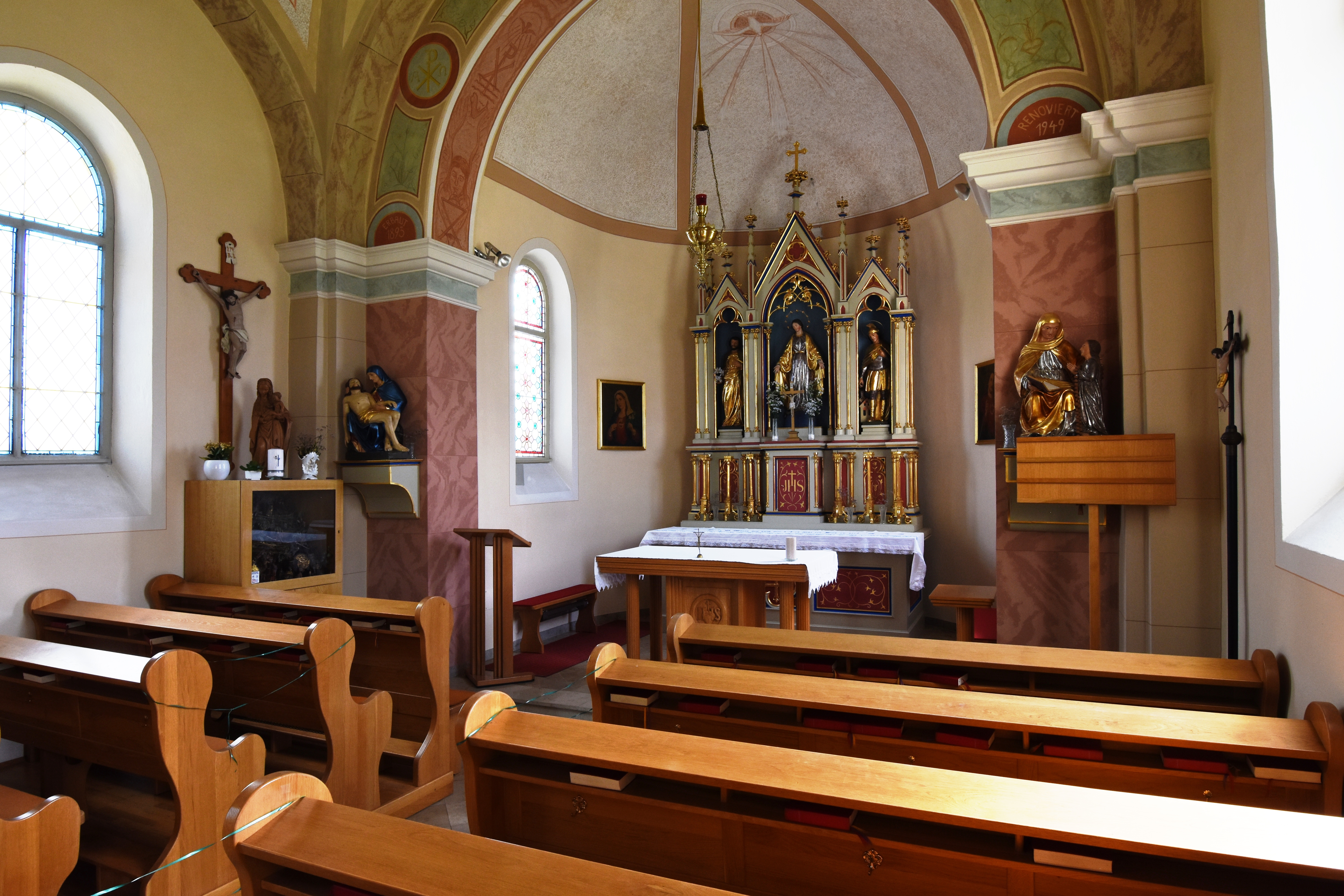
Innenansicht der Kapelle

Die Florianikapelle ist eine Kapelle in der zur Stadtgemeinde Fehring gehörenden Katastralgemeinde Schiefer in der Steiermark. Die Kapelle steht unter Denkmalschutz und ist neben einem Bildstock eines von zwei denkmalgeschützten Objekten in der Katastralgemeinde Schiefer.

## Geschichte
Der Bau der Kapelle wurde über Betreiben des damaligen Gemeindevorstehers Florian Unger im Jahre 1893 begonnen und bald darauf fertiggestellt. Als Architekt trat der ein Jahr später im Alter von 42 Jahren verstorbene Robert Mikovics, ein Architekt und Baumeister aus Graz, in Erscheinung. Für Mikovics war die Kapelle dabei eines seiner letzten größeren Projekte. Zu umfangreichen Renovierungen der Kapelle kam es in den Jahren 1949 und 1993. Als im Jahre 2003 im Rahmen eines Dorferneuerungsprojektes die Arbeiten an der Neugestaltung des Dorfplatzes abgeschlossen wurden, wurde hierbei auch die Kapelle umfassend saniert.